# 台东邮电局
台东邮电局原址位于中国山东省青岛市市北区台东一路23号，为青岛市邮电局台东分局的办公营业地址及宿舍楼，建成于1980年，曾为青岛台东一带的重要地标，2012年拆除。

## 历史
关于台东邮电局原址，一些资料称该址即为清末章高元驻防青岛时期所设杨家村有线电报房所在地，该电报房供驻军使用，线路与济南-烟台电报线相连接。第一次日占时期曾建有青岛邮便局台东镇局，面积580.8平方米，1922年3月建成。
1980年11月，青岛市邮电局台东分局及宿舍大楼在台东一路辽宁路路口南侧建成，建筑面积5440平方米，其中分局用房1900平方米，宿舍3540平方米。1981年青岛邮电局职工业余学校设于该楼内。
建成后的青岛市邮电局台东分局大楼俗称“台东邮电局”，邮局本身业务繁忙，且地处改革开放后逐渐发展兴旺的台东商圈，位于青岛老城、东部与四方之间的交通要道处，门口设有公交车站，遂为台东一带的地标性建筑，周边居民相约聚会常选此处为见面地点。1990年代末邮电分营后此处仍为邮局，此后因网络等新交流方式的影响业务日渐清淡。2012年4月11日，台东邮电局旧楼拆除，原址新建商业综合体。
2013年5月2日，台东邮电局原址工地发现一块功德碑，名为“台东镇新修财神殿碑记”，前法部右侍郎王垿撰文，前度支部主事佚名者书，立于1921年。因碑文有“昔光绪季年，道士贤创修老君殿于台东镇东偏，名曰盛清宫……”等语，该碑应原属台东镇盛清宫（俗称“胡三太爷庙”，原址位于台东六路小学南校区，即原台东五路小学）。